# Walter Münch
Walter Münch (* 29. November 1911 in Göppingen; † 23. Juni 1992 in Wangen im Allgäu) war ein deutscher Verwaltungsjurist.

## Werdegang
Walter Münch besuchte die Volksschule in Schelklingen, die Realschule in Blaubeuren und die Oberrealschule in Ulm. Anschließend studierte er Staats-, Rechts- und Wirtschaftswissenschaften in Tübingen, München, Salzburg, Königsberg und Berlin. Während des Studiums wurde er Mitglied der katholischen Studentenverbindung KStV Alamannia Tübingen. Nach der ersten juristischen Staatsprüfung war er von 1935 bis 1938 als Gerichtsreferendar in Ulm tätig, mehrmals unterbrochen durch Wehrdienst. 1938 und 1939 arbeitete er als Rechtsanwalt in Ulm und legte 1939 die große juristische Staatsprüfung ab. 1939 wurde er Regierungsassessor und 1942 Regierungsrat beim Landratsamt Tettnang, von 1940 bis 1945 unterbrochen durch Kriegsdienst. 1943 wurde er in Graz promoviert. Nach Rückkehr aus französischer Kriegsgefangenschaft arbeitete er bei den Landratsämtern Tettnang und Rottweil.
Von 1949 bis 1972 war Münch Landrat des Landkreises Wangen.
Von 1981 bis 1985 war er Mitglied des Beirats der Friedrich-Naumann-Stiftung.
Von 1955 bis 1988 war Münch stellvertretender Richter am Staatsgerichtshof für das Land Baden-Württemberg.

## Ehrungen
- 1970: Felix-von-Hornstein-Medaille
- 1973: Großes Verdienstkreuz der Bundesrepublik Deutschland[2]
- 1977: Ehrendoktorwürde der Universität Tübingen
- 1980: Heimatmedaille des Landes Baden-Württemberg
- 1985: Ehrennadel des Landes Baden-Württemberg